# 多特蒙德机场
多特蒙德机场（德語：Flughafen Dortmund）位于德国多特蒙德东部约10公里的霍尔茨维克德和翁纳交界处，是北莱茵-威斯特法伦州的第三大商用机场。自2006年起，机场也被称作，这是由于多特蒙德本土的市政公司DSW21是机场的主要股东。由于长期使用的客户欧洲之翼已逐步撤出，机场一直致力于吸引新的航空公司进驻，因此廉价航空公司目前占有大部分的运营份额。机场运营的航班主要为旅游线路，其次是商用航空和通用航空；机场内设有北莱茵-威斯特法伦州立警察的飞行中队和一个DRF空中救援站。

## 历史

北威州机场分布图

### 早期历史
多特蒙德机场最初座落于郊区的多特蒙德-布拉克尔，其首个商业航班是在1925年由航空劳埃德（Aero Lloyd）执飞前往巴黎。到1927/1928企业年度，机场提供的商业航班已经增加至2589个。在第二次世界大战期间，机场成为德国空军基地，战后则由英国皇家空军使用；而多特蒙德的民用航空服务直到1955年才重新启动。1960年，机场的民用部分搬迁至霍尔茨维克德。原机场被放弃，并由英国军方使用直至1990年代。自2006年起，原机场区域的一部分已被用作多特蒙德足球俱乐部的训练场地。

### 发展障碍
在很长的一段时间内杜塞尔多夫国际机场和科隆/波恩机场仍将是莱茵-鲁尔都市区的主要商用机场。此外汉诺威-朗根哈根机场和明斯特/奥斯纳布吕克机场也覆盖了该地区的一些航空旅行需求。再者，A45号高速公路在1960年代后期通车，使得多特蒙德至法兰克福机场之间257公里的路程仅需2小时便可抵达。这些因素都对多特蒙德机场的发展造成了影响。
多特蒙德本土的工业旅游航空有限公司（Reise- und Industrieflug GmbH）于1975年成立，并在1979年恢复了每日前往慕尼黑的航班，随后不久又将航点增加至纽伦堡和斯图加特。在1990年两德统一后，德累斯顿、莱比锡、柏林和伦敦等航点也被加入航班时刻表。1993年公司与纽伦堡航空（Nürnberger Flugdienst）完成合并，共同组建了欧洲之翼，新公司总部设于多特蒙德，维修基地则设在纽伦堡。对此多特蒙德机场特意重建了一座多层航站楼，以应对本土航空业的复苏。航站楼于1998年开始动工建设，2000年投入使用。

### 复苏
从2000年末起，多特蒙德的航空交通量急剧增加。在1990年代仅限于少数涡轮螺旋桨飞机每周执飞的德国境内航线和海外旅游热门航线便已相当普遍，自2000年以来，一些新的航空公司已开始在多特蒙德投入干线飞机服务。如今这里的航空交通大多数是由廉价航空使用波音737或空客A320系列飞机飞往旅游度假航点及商业中心。
首个进入多特蒙德的大型航空公司是柏林航空，其于2002年在此开设了飞往伦敦、米兰和维也纳的航班，并补充其在地中海的休闲航线。易捷航空于2004年将多特蒙德作为枢纽机场，随后德国之翼也于2007年跟进。柏林航空最终于2005年停办了其在多特蒙德的大多数非休闲目的地航班，但易捷航空和德国之翼已承担了这一角色。
尽管如此，易捷航空还是以运营状况不佳为由，在2008年冬季时刻表中取消了5个航点。此外，欧洲之翼也于2010年3月宣布将其行政中心由多特蒙德机场迁往杜塞尔多夫国际机场，因后者已逐渐成为欧洲之翼大部分飞机的驻地。

## 地面交通
多特蒙德机场提供往返于多特蒙德火车总站的快速巴士服务，也提供到附近火车站的穿梭巴士，以及到城市东部翁纳的公交线路。

## 未来发展
多特蒙德及总体规划包括以下内容：

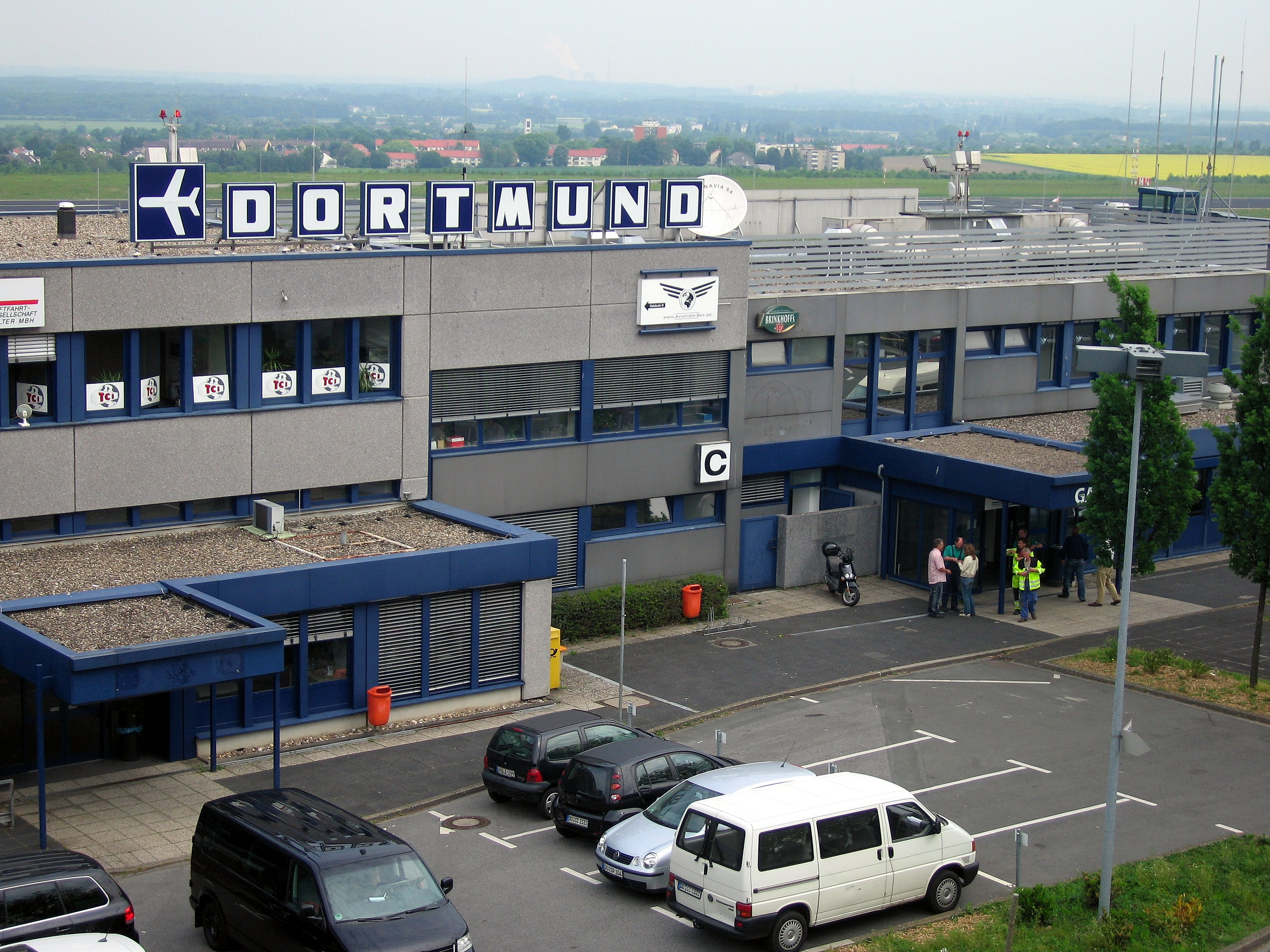
旧航站楼，如今用于通用航空

- 增加1小时的夜间正常运作时间（至23:00）
- 延长起降跑道至2800米
- 扩建航站楼及基础设施
- 改善高速公路连接
- 与机场捷运直接相连

## 航空公司及航点

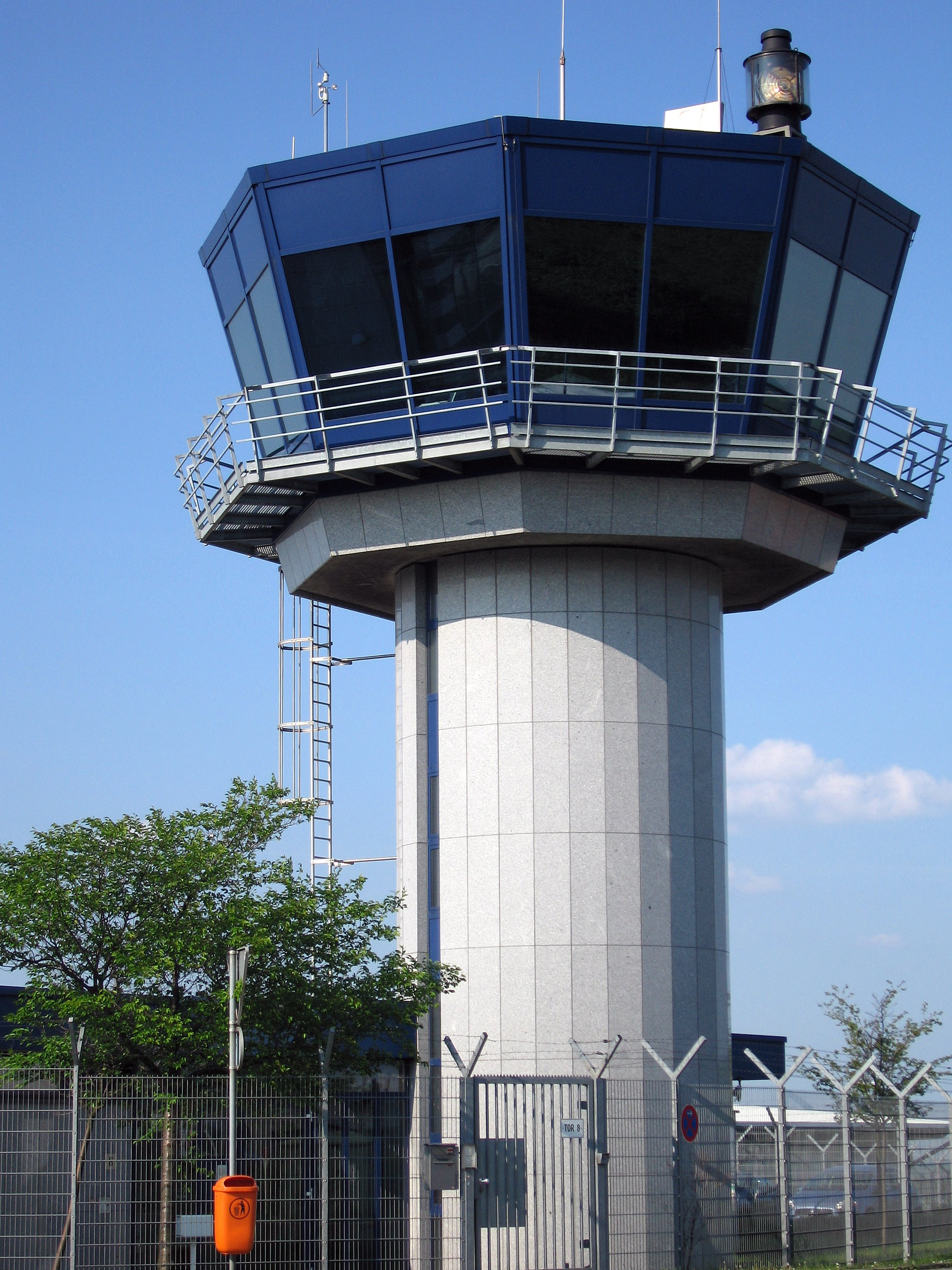
塔台

| 航空公司         | 目的地 |
| ---------------- | --- |
| VIA航空          | 布尔加斯 |
| 保加利亚包机航空 | 布尔加斯 季节性：瓦尔纳 |
| 易捷航空         | 巴塞罗那、布达佩斯、伦敦-卢顿、马略卡岛帕尔马、塞萨洛尼基、萨格勒布 |
| 日耳曼尼亚       | 安卡拉 季节性：宗古尔达克 |
| 德国之翼         | 慕尼黑、伊斯坦布尔-萨比哈·格克琴 季节性：马略卡岛帕尔马、斯普利特 |
| 奥努尔航空       | 安塔利亚 |
| 天空航空         | 安塔利亚 |
| 快阳航空         | 安塔利亚、伊斯坦布尔-萨比哈·格克琴 |
| 威兹航空         | 贝尔格莱德、布加勒斯特-伯尼亚萨、克卢日-纳波卡、格但斯克、卡托维兹、基辅-朱利亚尼、罗兹、波兹南、索菲亚、特尔古穆列什、蒂米什瓦拉、维尔纽斯[7月26日起执行]、弗罗茨瓦夫 |

## 灾难事故

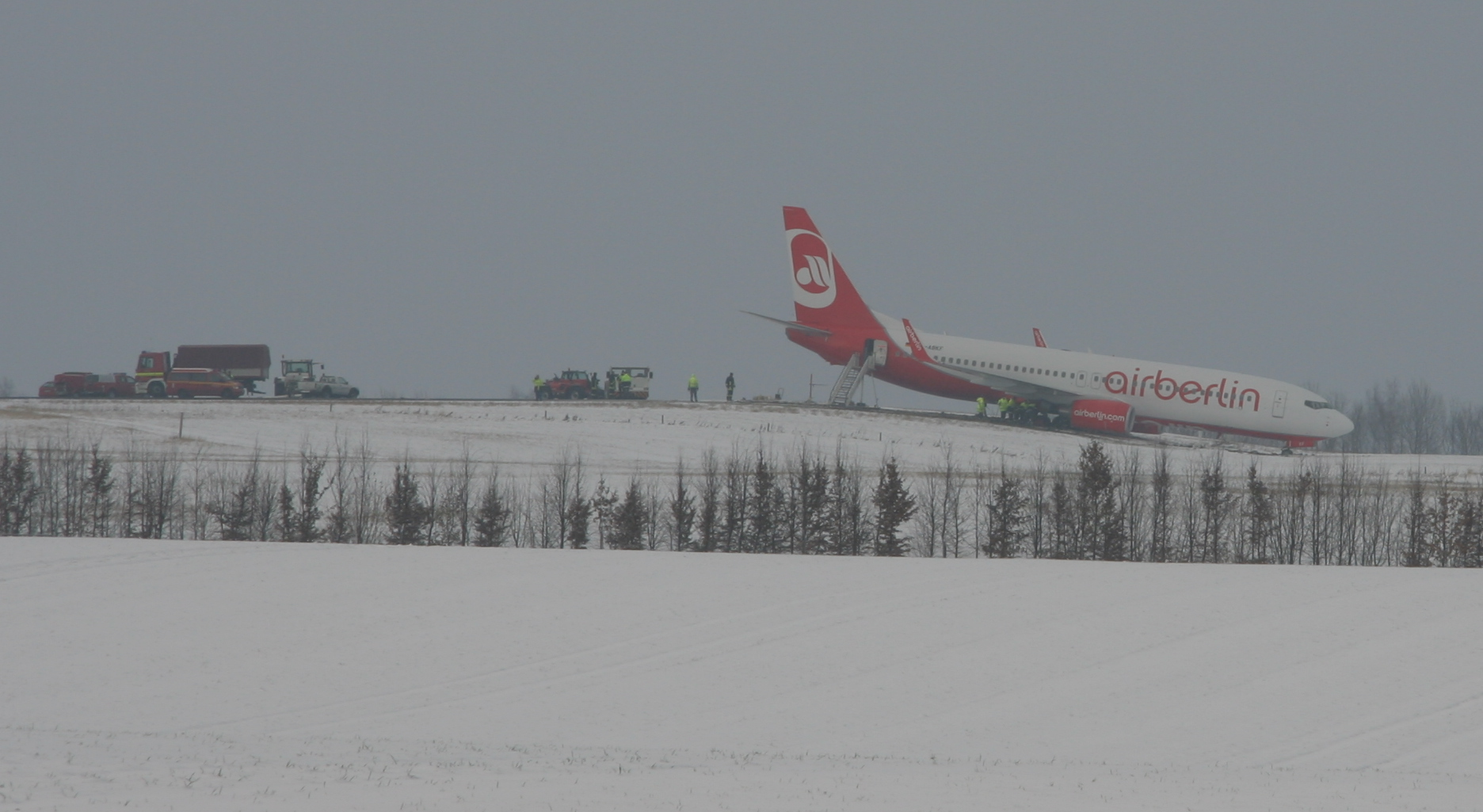
2010年1月3日发生的事故

- 2008年9月27日，一架诺维尔航空的空客A321客机（注册号TS-IQA）在多特蒙德机场失事。该飞机在24号跑道降落时滑出跑道约15米远，并在安全地带停止。机上全部168名乘客安然无恙[5][6]。
- 2010年1月3日上午7時05分，一架准备前往加那利群岛的柏林航空波音737-800客机（注册号D-ABKF）在06跑道起飞时冲出跑道。飞行员因启动过程中仪表速度显示不同的数值而终止起飞。事件已排除受到寒冷天气的影响。机上全部165名乘客及6名机组人员没有受伤，飞机也安然无恙。最終於事發後翌日离开机场[7][8]。

## 运营数据
| 运营年份 | 载客人次  | 起降架次 | 载货吨数 |
| -------- | --------- | -------- | -------- |
| 2001     | 1,064,149 | 37,393   | 257      |
| 2002     | 994,478   | 33,812   | 289      |
| 2003     | 1,023,329 | 29,788   | 96       |
| 2004     | 1,179,028 | 25,743   | 75       |
| 2005     | 1,742,911 | 30,672   | 58       |
| 2006     | 2,019,651 | 32,785   | 37       |
| 2007     | 2,155,057 | 32,223   | 40       |
| 2008     | 2,329,440 | 29,555   | 35       |
| 2009     | 1,716,516 | 24,043   | 21       |
| 2010     | 1,740,642 | 24,232   | 33       |